# Tân Tựu
Tân Tựu là một phường thuộc thị xã Kim Bảng, tỉnh Hà Nam, Việt Nam.

## Địa lý
Phường Tân Tựu có vị trí địa lý:
- Phía đông giáp xã Hoàng Tây
- Phía tây giáp phường Đồng Hóa
- Phía nam giáp xã Văn Xá
- Phía bắc giáp phường Đại Cương và thị xã Duy Tiên.

Phường Tân Tựu có diện tích 8,65 km², dân số năm 2023 là 18.378 người, mật độ dân số đạt 2.124 người/km².

## Lịch sử
Ngày 14 tháng 11 năm 2024, Ủy ban Thường vụ Quốc hội ban hành Nghị quyết số 1288/NQ-UBTVQH15 về việc sắp xếp đơn vị hành chính cấp huyện, cấp xã của tỉnh Hà Nam giai đoạn 2023 – 2025 (nghị quyết có hiệu lực từ ngày 1 tháng 1 năm 2025). Theo đó, thành lập phường Tân Tựu thuộc thị xã Kim Bảng trên cơ sở toàn bộ 4,69 km² diện tích tự nhiên và quy mô dân số là 12.463 người của xã Nhật Tân và toàn bộ 3,96 km² diện tích tự nhiên, quy mô dân số là 5.915 người của xã Nhật Tựu.
Phường Tân Tựu có 8,65 km² diện tích tự nhiên và quy mô dân số là 18.378 người.